# تشارلز ويلكينسون (سياسي)
تشارلز ويلكينسون (بالإنجليزية: Charles Anderson Wilkinson)‏ هو سياسي نيوزلندي، ولد في 19 يوليو 1868، وتوفي في 3 نوفمبر 1956. انتخب عضو مجلس النواب النيوزيلندي.